# Rayleigh
Rayleigh (pronunțat /ˈreɪliː/) este un oraș în comitatul Essex, regiunea East, Anglia. Orașul se află în districtul Rochford. 